# Crassula barklyi
Crassula barklyi là một loài thực vật có hoa trong họ Crassulaceae. Loài này được N.E.Br. miêu tả khoa học đầu tiên năm 1906.